# ببز چولا
بَـبز چولا (به انگلیسی: Babz Chula) (زاده ۲۲ مارس ۱۹۴۶-درگذشته ۷ مهٔ ۲۰۱۰) بازیگر کانادایی بود.
از فیلم‌های معروف او می‌توان به بازی در فیلم مخاطره مضاعف، فرار، فرار و ورای ستارگان اشاره کرد.